# صداع نصفي بطني

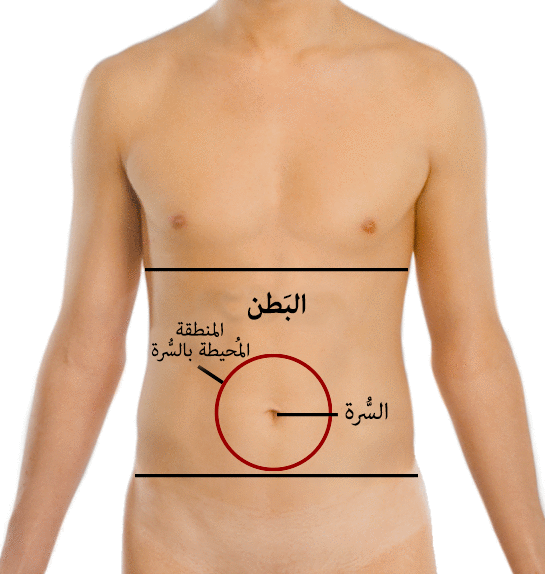

الصداع النصفي البطني أو الشقيقة البطنية (بالإنجليزية: Abdominal migraine)‏ يصيب الأطفال بصورة رئيسية يظهر على شكل نوبات ألم بطني من دون صداع. من الصعب تأكيد التشخيص في ظل عدم وجود ملامح خاصة قبل أخذ التشخيص. هذه الحالة نادرة عند البالغين.
إن الصداع النصفي البطني هو ألم نفسي. وكان أول من وصف هذه الحالة بوتشانان.

## التشخيص
تشخيص الصداع النصفي البطني محل جدل. أما المعايير التشخيصية حسب التصنيف الدولي لاضطرابات الصداع (2) فهي كما يلي: